# سیارک ۷۶۹۹
سیارک ۷۶۹۹ (به انگلیسی: 7699 Bozek، نامگذاری:1989CB4) هفت هزار و ششصد و نود و نهمین سیارک کشف شده‌است که در ۲ فوریه ۱۹۸۹ کشف شد.
قدر مطلق سیارک برابر ۲۱.۴ است.